# Париж — Ніцца
Пари́ж — Ні́цца (фр. Paris-Nice) — чоловіча професійна багатоденна шосейна велогонка, що проходить щороку у березні шляхами Франції.

## Історія

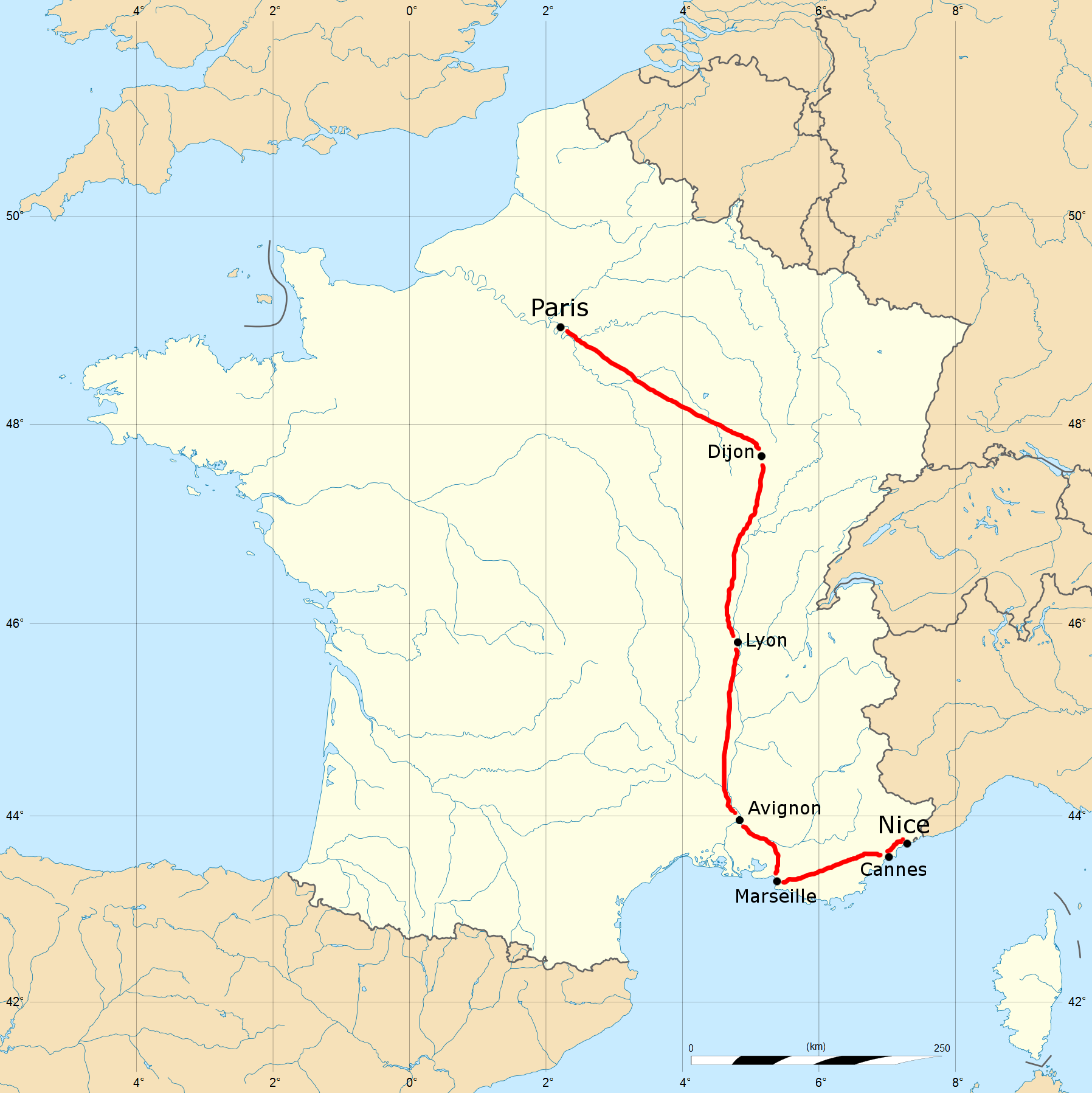
Маршрут першої велогонки Париж-Ніцца 1933 року.

Вперше перегони Париж-Ніцца пройшли у 1933 році. Переможцем став бельгієць Альфонс Шеперс. Під час Другої світової війни змагання не проводились. У 1946 році перегони відновились, але далі знову була перерва до 1950 року. Рекордсменом з перемог є ірландець Шон Келлі, який вигравав змагання сім разів поспіль, з 1982 по 1988 роки.
У 2003 на змаганнях після падіння з велосипеда помер казахстанський велогонщик Андрій Ківільов. Причиною смерті стала травма голови, адже спортсмен змагався без шолома. Після цього випадку Міжнародний союз велосипедистів ввів правило про обов'язкове використання шоломів на велогонках.
Змагання неофіційно називають «гонка до сонця», адже вони починаються на початку березня у районі зимового Парижа і закінчуються через вісім днів у сонячній Французькій Рив'єрі.
Переважно велогонка стартує у передмісті Парижа та фінішує на Англійській набережній у Ніцці. Місце старту щороку змінюється. Місце фінішу змінювалось лише раз — у 1951 велогонка закінчувалась на перевалі Коль-д'Азур поблизу Ніцци. Але на фініш приїхало мало глядачів, тому наступного року фініш знову перенесли у місто.
У 1959 році пройшла гонка Париж — Ніцца — Рим протяжністю 1955 км. На змаганнях проводились три заліки: Париж-Ніцца, Ніцца-Рим та загальний залік за всю гонку.
У 2005 році велогонка увійшла у серію UCI ProTour, а з 2011 року є частиною Світового туру UCI.

## Переможці
| Рік       | Переможець                                        | Друге місце                                       | Третє місце                                       |                                                   |
| --------- | ------------------------------------------------- | ------------------------------------------------- | ------------------------------------------------- | ------------------------------------------------- |
| 1933      | Альфонс Шеперс                                    | Луї Гардіквест                                    | Бенуа Форе                                        |                                                   |
| 1934      | Гастон Ребрі                                      | Роже Лапеді                                       | Моріс Аршамбо                                     |                                                   |
| 1935      | Рене Вієтто                                       | Антуан Дігнеф                                     | Рауль Лесюр                                       |                                                   |
| 1936      | Моріс Аршамбо                                     | Жан Фонтена                                       | Альфонс Делур                                     |                                                   |
| 1937      | Роже Лапеді                                       | Сільвен Марсаллу                                  | Альберт ван Шендель                               |                                                   |
| 1938      | Жуль Лові                                         | Альбертін Діссо                                   | Альберт ван Шендель                               |                                                   |
| 1939      | Моріс Аршамбо                                     | Франс Бондюель                                    | Жирар Десме                                       |                                                   |
| 1940-1945 | Не проводились у зв'язку з Другою світовою війною | Не проводились у зв'язку з Другою світовою війною | Не проводились у зв'язку з Другою світовою війною | Не проводились у зв'язку з Другою світовою війною |
| 1946      | Фермо Камелліні                                   | Моріс Де Муер                                     | Франс Бондюель                                    |                                                   |
| 1947-1950 | Не проводились                                    | Не проводились                                    | Не проводились                                    | Не проводились                                    |
| 1951      | Роже Декок                                        | Люсьєн Тейссейре                                  | Клебер Пйо                                        |                                                   |
| 1952      | Луйсон Бобе                                       | Донато Дзампіні                                   | Раймон Імпані                                     |                                                   |
| 1953      | Жан-П'єр Мунш                                     | Роже Валковяк                                     | Роже Бертаз                                       |                                                   |
| 1954      | Раймон Імпані                                     | Нелло Лореді                                      | Франціс Анастасі                                  |                                                   |
| 1955      | Жан Бобе                                          | П'єр Молінері                                     | Бернар Готьє                                      |                                                   |
| 1956      | Альфред Де Бруйн                                  | П'єр Барботін                                     | Франсуа Мае                                       |                                                   |
| 1957      | Жак Анкетіль                                      | Дезіре Кетелер                                    | Жан Бланкар                                       |                                                   |
| 1958      | Альфред Де Бруйн                                  | Паскуале Форнара                                  | Жермен Дерійке                                    |                                                   |
| 1959      | Жан Гражик                                        | Жирар Сент                                        | П'єріно Баффі                                     |                                                   |
| 1960      | Раймон Імпані                                     | Франсуа Мае                                       | Робер Казала                                      |                                                   |
| 1961      | Жак Анкетіль                                      | Жозеф Груссар                                     | Жозеф Планкарт                                    |                                                   |
| 1962      | Жозеф Планкарт                                    | Том Сімпсон                                       | Рольф Вольфсголь                                  |                                                   |
| 1963      | Жак Анкетіль                                      | Руді Альтіг                                       | Рік Ван Луй                                       |                                                   |
| 1964      | Ян Янссен                                         | Жан-Клод Аннер                                    | Жан Форестьє                                      |                                                   |
| 1965      | Жак Анкетіль                                      | Руді Альтіг                                       | Італо Дзіліолі                                    |                                                   |
| 1966      | Жак Анкетіль                                      | Раймон Пулідор                                    | Вітторіо Адорніо                                  |                                                   |
| 1967      | Том Сімпсон                                       | Бернар Гайо                                       | Рольф Вольфсголь                                  |                                                   |
| 1968      | Рольф Вольфсголь                                  | Фердинанд Браке                                   | Жан-Луї Бодін                                     |                                                   |
| 1969      | Едді Меркс                                        | Раймон Пулідор                                    | Жак Анкетіль                                      |                                                   |
| 1970      | Едді Меркс                                        | Луїс Оканья                                       | Ян Янссен                                         |                                                   |
| 1971      | Едді Меркс                                        | Госта Петтерссон                                  | Луїс Оканья                                       |                                                   |
| 1972      | Раймон Пулідор                                    | Едді Меркс                                        | Луїс Оканья                                       |                                                   |
| 1973      | Раймон Пулідор                                    | Йоп Зутемельк                                     | Едді Меркс                                        |                                                   |
| 1974      | Йоп Зутемельк                                     | Алан Санті                                        | Едді Меркс                                        |                                                   |
| 1975      | Йоп Зутемельк                                     | Едді Меркс                                        | Геррі Кнетеманн                                   |                                                   |
| 1976      | Мішель Лоран                                      | Генні Куйпер                                      | Луїс Оканья                                       |                                                   |
| 1977      | Фредді Мертенс                                    | Геррі Кнетеманн                                   | Жан-Люк Ванденбрук                                |                                                   |
| 1978      | Геррі Кнетеманн                                   | Бернар Гіно                                       | Йоп Зутемельк                                     |                                                   |
| 1979      | Йоп Зутемельк                                     | Свен-Аке Нільссон                                 | Геррі Кнетеманн                                   |                                                   |
| 1980      | Жильбер Дукло-Ласай                               | Штефан Муттер                                     | Геррі Кнетеманн                                   |                                                   |
| 1981      | Стівен Рош                                        | Адрі ван дер Поль                                 | Фонс Де Вольф                                     |                                                   |
| 1982      | Шон Келлі                                         | Жильбер Дукло-Ласай                               | Жан-Люк Ванденбрук                                |                                                   |
| 1983      | Шон Келлі                                         | Жан-Марі Грезе                                    | Стівен Рукс                                       |                                                   |
| 1984      | Шон Келлі                                         | Стівен Рош                                        | Бернар Гіно                                       |                                                   |
| 1985      | Шон Келлі                                         | Стівен Рош                                        | Фредерік Вішо                                     |                                                   |
| 1986      | Шон Келлі                                         | Урс Ціммерманн                                    | Грег Лемонд                                       |                                                   |
| 1987      | Шон Келлі                                         | Жан-Франсуа Бернар                                | Лоран Фігнон                                      |                                                   |
| 1988      | Шон Келлі                                         | Ронан Пенсек                                      | Жуліан Гороспе                                    |                                                   |
| 1989      | Мігель Індурайн                                   | Стівен Рош                                        | Марк Мадіо                                        |                                                   |
| 1990      | Мігель Індурайн                                   | Стівен Рош                                        | Люк Лебланк                                       |                                                   |
| 1991      | Тоні Ромінгер                                     | Лоран Жалабер                                     | Мартіаль Гаян                                     |                                                   |
| 1992      | Жан-Франсуа Бернар                                | Тоні Ромінгер                                     | Мігель Індурайн                                   |                                                   |
| 1993      | Алекс Цюллє                                       | Лоран Безо                                        | Паскаль Ланс                                      |                                                   |
| 1994      | Тоні Ромінгер                                     | Хесус Монтоя                                      | В'ячеслав Єкімов                                  |                                                   |
| 1995      | Лоран Жалабер                                     | Владислав Бобрик                                  | Алекс Цюллє                                       |                                                   |
| 1996      | Лоран Жалабер                                     | Ленс Армстронг                                    | Кріс Бордмен                                      |                                                   |
| 1997      | Лоран Жалабер                                     | Лоран Дюфо                                        | Сантьяго Бланко                                   |                                                   |
| 1998      | Франк Ванденбрук                                  | Лоран Жалабер                                     | Марселіно Гарсія Алонсо                           |                                                   |
| 1999      | Мікаель Бугерд                                    | Маркус Цберг                                      | Сантьяго Ботеро                                   |                                                   |
| 2000      | Андреас Клоден                                    | Лоран Брошар                                      | Франсіско Мансебо                                 |                                                   |
| 2001      | Даріо Фріго                                       | Раймондас Румсас                                  | Петер Ван Петегем                                 |                                                   |
| 2002      | Олександр Винокуров                               | Санді Сазар                                       | Лоран Жалабер                                     |                                                   |
| 2003      | Олександр Винокуров                               | Мікель Саррабейтія                                | Давіде Ребеллін                                   |                                                   |
| 2004      | Йорг Якше                                         | Давіде Ребеллін                                   | Боббі Джуліч                                      |                                                   |
| 2005      | Боббі Джуліч                                      | Алехандро Вальверде                               | Константіно Забалья                               |                                                   |
| 2006      | Флойд Ландіс                                      | Патхі Віла                                        | Антоніо Колом                                     |                                                   |
| 2007      | Альберто Контадор                                 | Давіде Ребеллін                                   | Луїс Леон Санчес                                  |                                                   |
| 2008      | Давіде Ребеллін                                   | Рінальдо Ночентіні                                | Ярослав Попович                                   |                                                   |
| 2009      | Луїс Леон Санчес                                  | Френк Шлек                                        | Сильвен Шаванель                                  |                                                   |
| 2010      | Альберто Контадор                                 | Луїс Леон Санчес                                  | Роман Кройцігер                                   |                                                   |
| 2011      | Тоні Мартін                                       | Андреас Кльоден                                   | Бредлі Віггінс                                    |                                                   |
| 2012      | Бредлі Віггінс                                    | Ліуве Вестра                                      | Алехандро Вальверде                               |                                                   |
| 2013      | Річі Порт                                         | Ендрю Таланскі                                    | Жан-Крістоф Перо                                  |                                                   |
| 2014      | Карлос Бетанкур                                   | Руй Альберто Кошта                                | Артур Вішо                                        |                                                   |
| 2015      | Річі Порт                                         | Міхал Квятковський                                | Сімон Шпілак                                      |                                                   |
| 2016      | Герайнт Томас                                     | Альберто Контадор                                 | Річі Порт                                         |                                                   |
| 2017      | Серхіо Луїс Енао                                  | Альберто Контадор                                 | Данієль Мартін                                    |                                                   |

### Найтитулованіші переможці
| К-сть перемог | Велогонщик          | Країна     | Роки                                     |
| ------------- | ------------------- | ---------- | ---------------------------------------- |
| 7             | Шон Келлі           | Ірландія   | 1982, 1983, 1984, 1985, 1986, 1987, 1988 |
| 5             | Жак Анкетіль        | Франція    | 1957, 1961, 1963, 1965, 1966             |
| 3             | Едді Меркс          | Бельгія    | 1969, 1970, 1971                         |
| 3             | Лоран Жалабер       | Франція    | 1995, 1996, 1997                         |
| 3             | Йоп Зутемельк       | Нідерланди | 1974, 1975, 1979                         |
| 2             | Раймон Пулідор      | Франція    | 1972, 1973                               |
| 2             | Тоні Ромінгер       | Швейцарія  | 1991, 1994                               |
| 2             | Раймон Імпані       | Бельгія    | 1954 y 1960                              |
| 2             | Мігель Індурайн     | Іспанія    | 1989 y 1990                              |
| 2             | Олександр Винокуров | Казахстан  | 2002 y 2003                              |
| 2             | Моріс Аршамбо       | Франція    | 1936 y 1939                              |
| 2             | Альберто Контадор   | Іспанія    | 2007 y 2010                              |
| 2             | Річі Порт           | Австралія  | 2013 y 2015                              |

### Перемоги за країнами
| Країна                           | К-сть перемог |
| -------------------------------- | ------------- |
| Франція                          | 21            |
| Бельгія                          | 14            |
| Ірландія                         | 8             |
| Нідерланди                       | 6             |
| Іспанія                          | 5             |
| Німеччина                        | 4             |
| Італія Швейцарія Велика Британія | 3             |
| Казахстан США Австралія Колумбія | 2             |